# Operazione Regenbogen
Operazione Regenbogen (in tedesco Unternehmen Regenbogen) è stata la denominazione in codice per l'autoaffondamento delle superstiti unità della Kriegsmarine, navi di superficie e sommergibili, in base ad un ordine impartito dal Großadmiral Karl Dönitz il 30 aprile 1945, per evitare che queste cadessero in mano al nemico; tale ordine comprendeva tutte le unità idonee ad impieghi diversi dalla pesca e dal dragaggio delle mine.
Quest'ordine si rifaceva ad una direttiva impartita da Adolf Hitler verso la fine della guerra, secondo la quale "nessun soldato della Wehrmacht né di altre unità da combattimento sotto comando tedesco" doveva "capitolare di fronte al nemico".

## L'operazione
Il 4 maggio Dönitz, in base alle condizioni dell'armistizio che sarebbe stato firmato il giorno 8, ritirò l'ordine e comandò di consegnare le navi intatte. Tuttavia molti comandanti ignorarono il contrordine e affondarono i loro battelli nei porti nei quali si trovavano, o appena al di fuori di essi. 216 U-Boote (232 secondo altre fonti) furono fatti saltare con l'esplosivo o affondati aprendo le valvole.